# Riccia, Molise
Riccia är en ort och kommun i provinsen Campobasso i regionen Molise i Italien. Kommunen hade 5 084 invånare (2018).